# Inwazja na Polskę w 1939 roku – chronologicznie
Poniższy artykuł opisuje najważniejsze wydarzenia związane z agresją III Rzeszy na II Rzeczpospolitą Polską oraz zaangażowaniem ZSRR i Armii Czerwonej, w szczególności tzw. kampanię wrześniową (znaną także jako wojna obronna Polski 1939 roku), wydarzenia które bezpośrednio do niej doprowadziły oraz jej bezpośrednie skutki.

## Preludium

### 1939

#### marzec

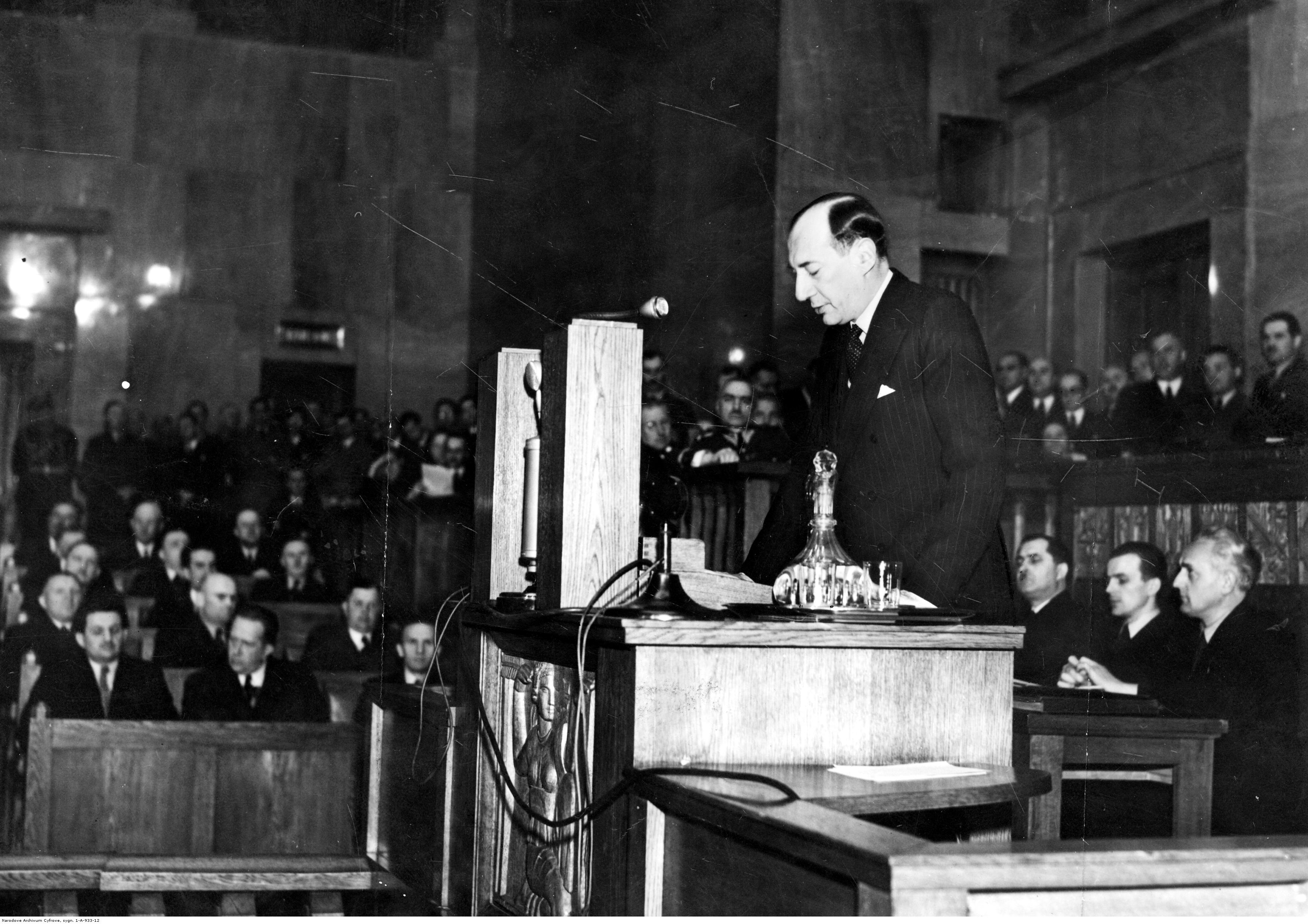
Expose ministra spraw zagranicznych Józefa Becka na zerwanie przez Niemcy paktu o nieagresji z Polską

- Expose ministra spraw zagranicznych Józefa Becka na zerwanie przez Niemcy paktu o nieagresji z Polską21 marca – Adolf Hitler żąda zwrotu Wolnego Miasta Gdańsk do Niemiec.
- 31 marca – Wielka Brytania i Francja oferują Polsce gwarancję niepodległości[1].

#### kwiecień
- 3 kwietnia – Hitler nakazuje rozpoczęcie planowania inwazji na Polskę, pod kryptonimem Fall Weiss. Początek operacji jest planowany na 25 sierpnia 1939[2].
- 6 kwietnia – minister spraw zagranicznych Józef Beck podpisuje w Londynie dwustronne porozumienie polsko-brytyjskie o gwarancjach wzajemnej pomocy wojskowej na wypadek agresji niemieckiej[3].
- 28 kwietnia – w przemówieniu w Reichstagu Hitler potępia polsko–niemiecką deklarację o niestosowaniu przemocy, widząc sojusz polsko–francuski jako złamanie deklaracji[4].

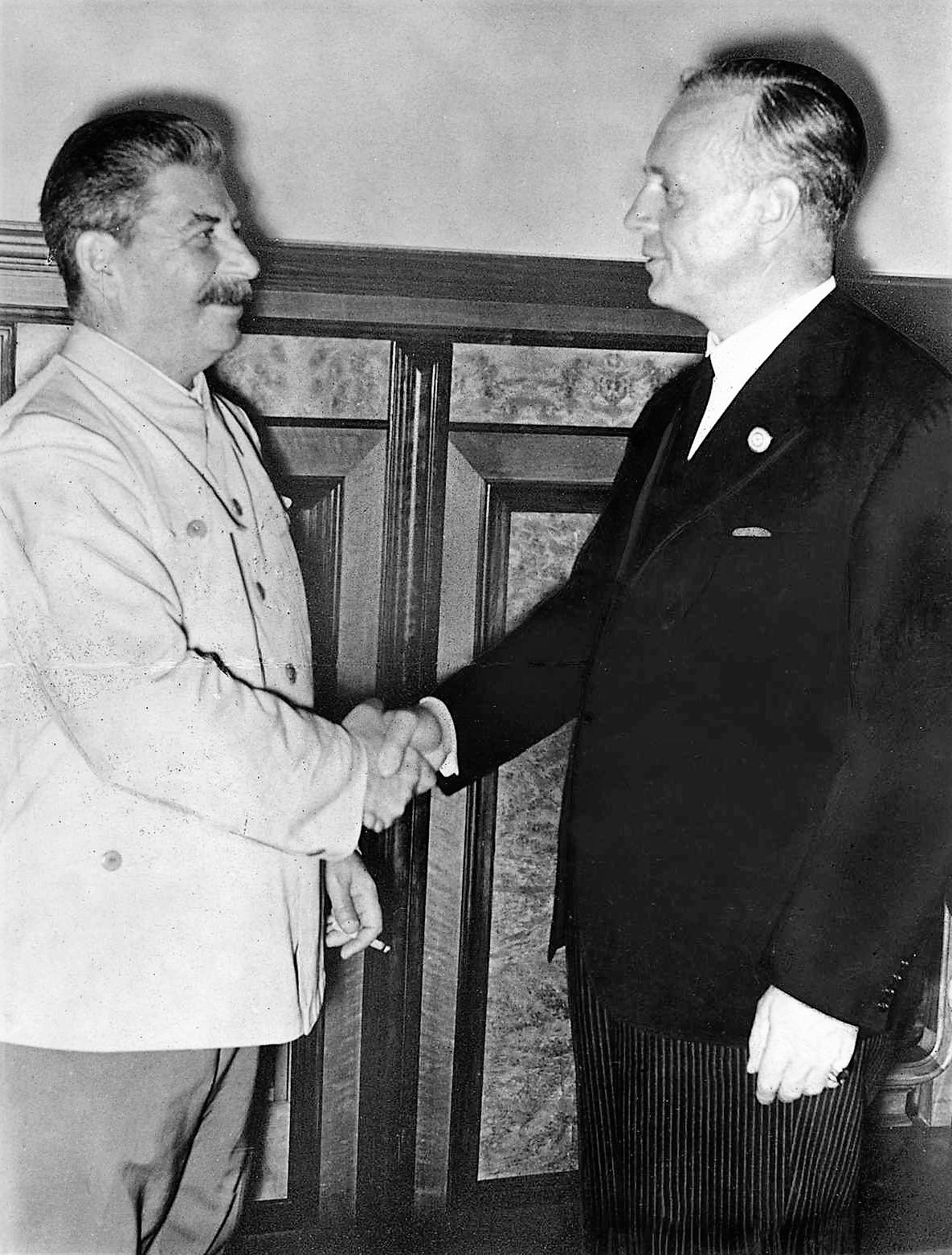
Józef Stalin i Joachim von Ribbentrop. Moskwa 23 sierpnia 1939

#### czerwiec
- 10 czerwca – premier Wielkiej Brytanii Neville Chamberlain ponawia wsparcie dla Polski i deklaruje, że Wielka Brytania nie postrzega Wolnego Miasta Gdańsk jako wewnętrzną sprawę polsko-niemiecką i w przypadku konfliktu zbrojnego poparłaby Polskę[5].

#### sierpień
- 23 sierpnia – pakt Ribbentrop–Mołotow zostaje podpisany przez III Rzeszę i ZSRR[6]. Zawarty w nim jest tajny protokół dotyczący podziału terytorialnego wschodniej Europy: wspólną okupację Polski oraz sowiecką okupację Estonii, Łotwy i Litwy, Finlandii i Besarabii[7]. Tym samym ryzyko sowieckiej interwencji w trakcie niemieckiej inwazji na Polskę zostaje zażegnane.
- 25 sierpnia – w odpowiedzi na wiadomość od Mussoliniego zawiadamiającą Niemcy o odmowie Włoch zaangażowania się w inwazję Polski[8], Hitler decyduje się opóźnić atak o pięć dni, aby zagwarantować neutralność Wielkiej Brytanii i Francji.
- 31 sierpnia
  - zostaje wydane niemieckie ultimatum wobec Polski. III Rzesza domaga się otrzymania korytarza polskiego oraz Wolnego Miasta Gdańsk.
  - o godzinie 20:00 ma miejsce prowokacja gliwicka[9], mająca na celu zniechęcenie sojuszników Polski do udziału w potencjalnym konflikcie. Wydarzenie zostanie wykorzystane przez III Rzeszę jako casus belli[10].

#### wrzesień
- 1 września – w wyniku braku odpowiedzi strony polskiej na ultimatum z 31 sierpnia, III Rzesza rozpoczyna inwazję Polski.

## Kampania wrześniowa

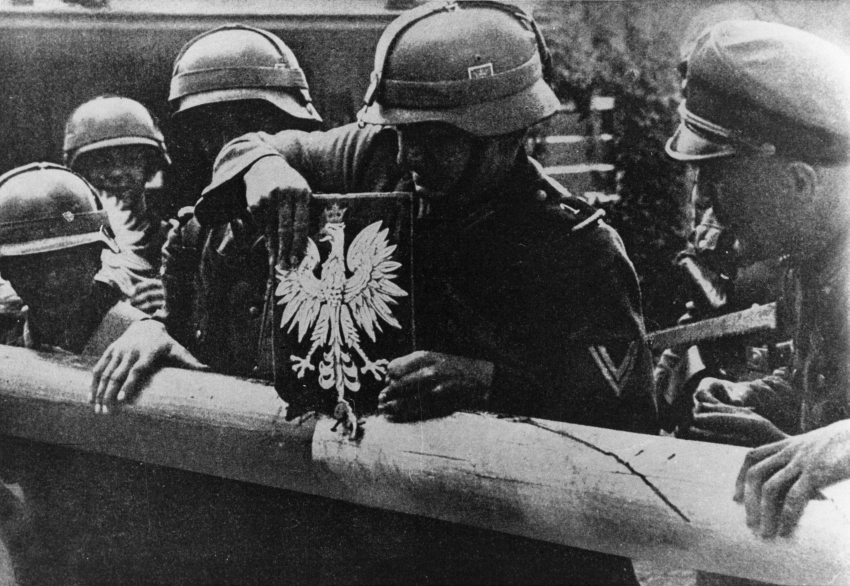
Żołnierze niemieccy zdejmujący godło Polski ze szlabanu granicznego, wrzesień 1939

### wrzesień
- 1 września – o świcie o godz. 4:45 (czasu środkowoeuropejskiego zimowego) rozpoczyna się niemiecka inwazja na Polskę[a], znana także jako kampania wrześniowa lub wojna obronna Polski 1939. Ataki wojsk niemieckich na terytorium Polski na całej długości granicy polsko–niemieckiej. Początek tzw. bitwy granicznej.
  - około 4:45 pancernik „Schleswig-Holstein” zaczyna ostrzał polskiej składnicy wojskowej na Westerplatte, w Wolnym Mieście Gdańsku[11],
  - około 5:00 zaczyna się bombardowanie Wielunia[12], prawdopodobnie pierwszy atak bombowy na miasto w trakcie kampanii[13][14],
  - początek bombardowania Warszawy[15],
  - początek bitwy pod Mławą[16], bitwa pod Krojantami[17], bitwa pod Mokrą[18].
- 2 września – zbombardowany dzień wcześniej Wieluń przechodzi w ręce sił niemieckich.

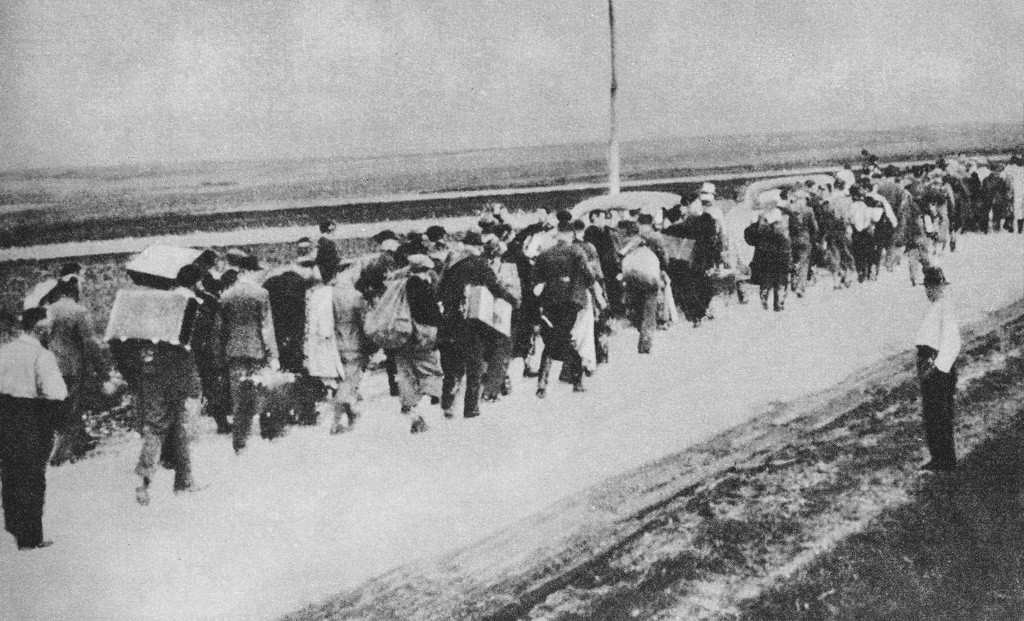
Droga zablokowana uciekającą ludnością cywilną

- Droga zablokowana uciekającą ludnością cywilną3 września – Wielka Brytania i Francja wypowiadają wojnę III Rzeszy[19][20], jednocześnie nie podejmując działań zbrojnych - początek tzw. dziwnej wojny.
- 4 września – Armia "Modlin" wycofuje się z pozycji granicznych, koniec bitwy pod Mławą[16].
- 5 września – oddziały polskie w rejonie Piotrkowa Trybunalskiego zostają rozbite[21].
- 6 września
  - marszałek Edward Rydz-Śmigły, prezydent Ignacy Mościcki oraz rząd opuszczają Warszawę; od tego momentu polskie władze będą systematycznie wycofywać się w kierunku terytorium Rumunii[22].
  - wojska niemieckie wkraczają do Krakowa[23].
- 7 września – kończy się oblężenie Westerplatte[24].
- 8 września
  - zaczyna się obrona Wizny, nazywana "polskimi Termopilami"[25],
  - wojska niemieckie wkraczają na warszawską Ochotę i Wolę, początek oblężenia Warszawy[26].

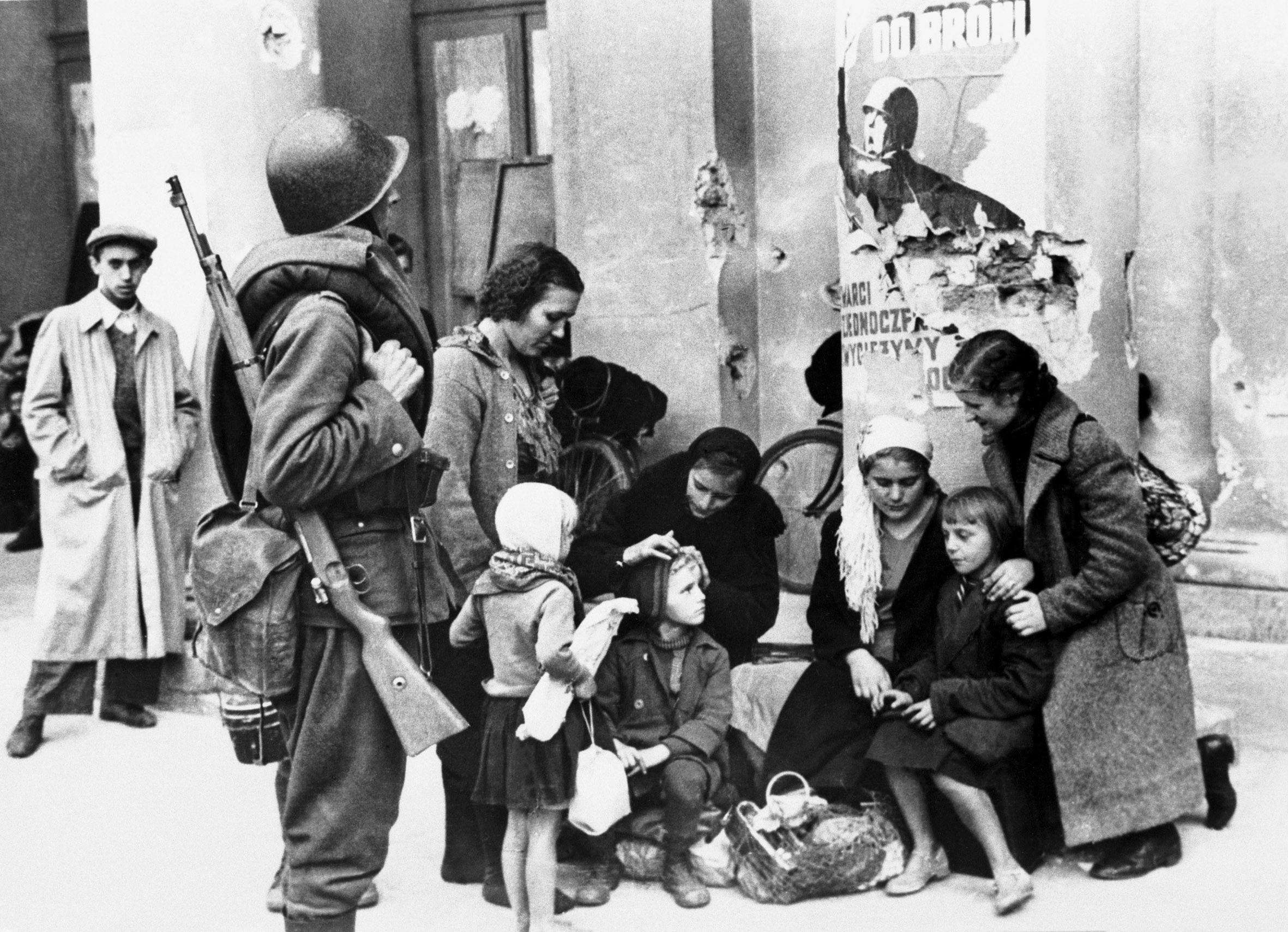
Warszawa, wrzesień 1939 – Żołnierz WP i cywile

- Warszawa, wrzesień 1939 – Żołnierz WP i cywile9 września – początek bitwy nad Bzurą[27], polskiej kontrofensywy oraz największej bitwy kampanii wrześniowej[28].

- 10 września – powstaje Front Środkowy pod dowództwem gen. Kazimierza Sosnkowskiego.

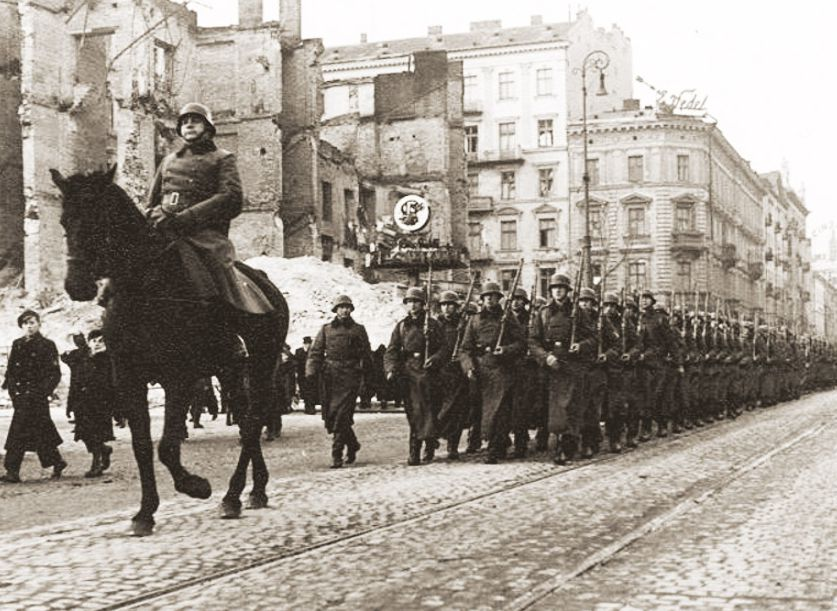
Wehrmacht wkracza do Warszawy, 1 października 1939

- Wehrmacht wkracza do Warszawy, 1 października 193911 września – powstaje Front Północny (dowódca gen. Stefan Dąb-Biernacki) oraz Front Środkowy (dowódca gen. Tadeusz Piskor), składający się z oddziałów Armii „Lublin”.

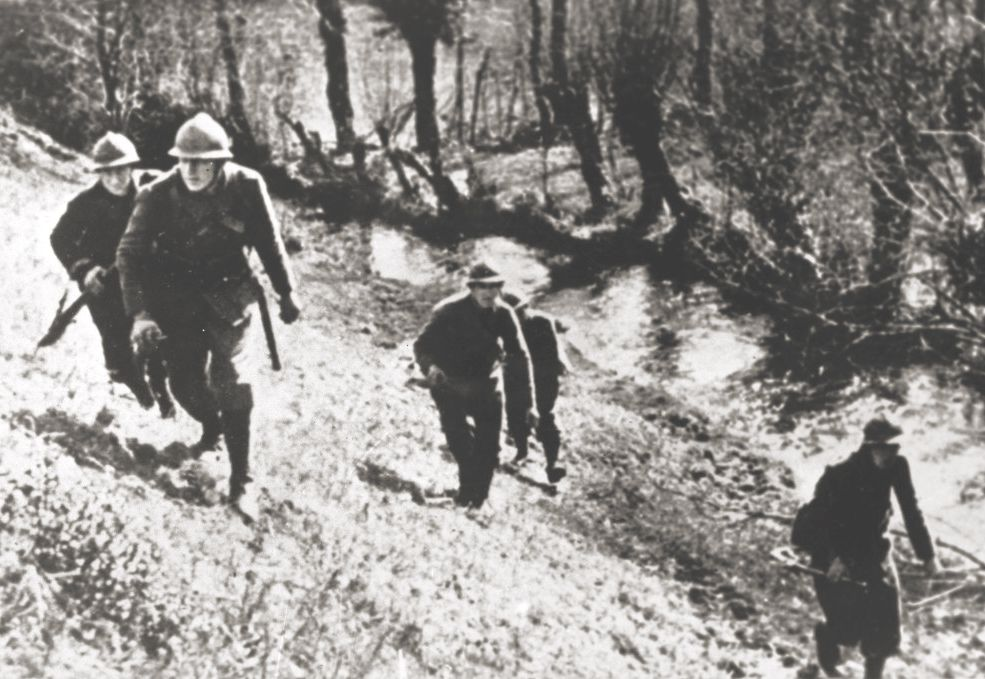
Polscy żołnierze w trakcie bitwy pod Kockiem

- Polscy żołnierze w trakcie bitwy pod Kockiem12 września – siły III Rzeszy znajdują się pod Lwowem.
- Wojska sowieckie wkraczające do Polski, wrzesień 193913 września

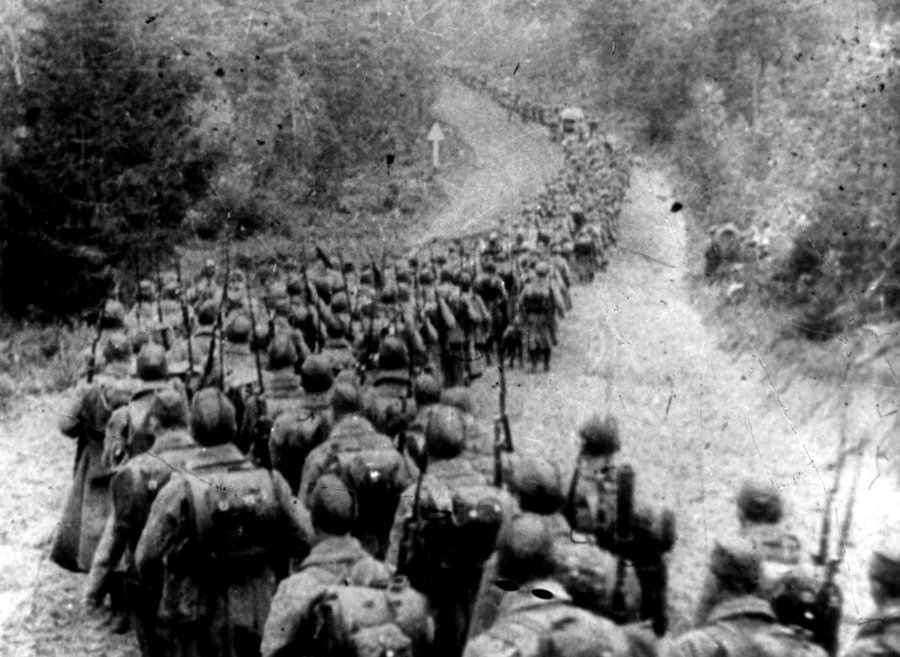
Wojska sowieckie wkraczające do Polski, wrzesień 1939

  - Niemcy przekraczają linię Wisły na południe od Warszawy,
  - początek ewakuacji złota Banku Polskiego do Rumunii (zakończy się 16 września).
- 14 września
  - Warszawa zostaje okrążona przez wojska niemieckie,
  - wojska niemieckie wkraczają do Gdyni.
- 16 września – Białystok zostaje zajęty przez wojska niemieckie[29].
- 17 września – wojska ZSRR wkraczają na terytorium Polski[30]. Z powodu braku jasnych rozkazów Wojsko Polskie nie podejmuje jednolitych działań przeciwko Armii Czerwonej, w zależności od miejsca, żołnierze podejmowali działania od dobrowolnego poddania się do walki zbrojnej[31].
- 17–18 września – późnym wieczorem i w nocy władze polskie – w tym marszałek Edward Rydz-Śmigły i prezydent Ignacy Mościcki – opuszczają kraj, przekraczając granicę z Rumunią[32].
- 17–26 września – Front Środkowy prowadzi walki pod Tomaszowem Lubelskim, od czasu inwazji ZSRR te zgrupowanie stanowi główny ośrodek oporu przeciwko wojskom niemieckim.
- 22 września – kapitulacja Lwowa, miasto zostaje zajęte przez Armię Czerwoną[33].
- 27 września – utworzona zostaje Służba Zwycięstwu Polski[34], organizacja konspiracyjna mająca na celu kontynuację oporu wobec sił wroga. 13 listopada 1939 zostanie zastąpiona Związkiem Walki Zbrojnej, który 14 lutego 1942 zostanie przemianowany na Armię Krajową[35].
- 28 września
  - dowództwo obrony Warszawy decyduje się zakończyć walkę, miasto kapituluje i znajduje się pod kontrolą niemiecką[36],
  - podpisany zostaje traktat o granicach i przyjaźni przez przedstawicieli III Rzeszy i ZSRR, określający m.in. podział ziem polskich po zakończeniu kampanii wrześniowej.
- 29 września – załoga twierdzy Modlin kapituluje[37].

### październik
- 2 października – obrońcy Helu kapitulują[38].
- 6 października – bitwa pod Kockiem, wojska pod dowództwem gen. Franciszka Kleeberga toczą ostatnią bitwę kampanii wrześniowej przed kapitulacją[39]. Koniec inwazji na Polskę.

## Epilog

### 1939

#### październik

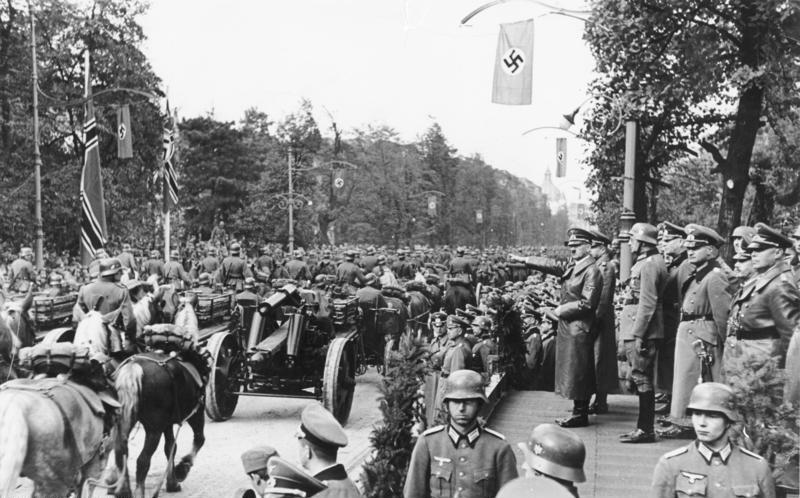
Adolf Hitler odbiera defiladę Wehrmachtu w zajętej Warszawie. Aleje Ujazdowskie, 5 października 1939

- Adolf Hitler odbiera defiladę Wehrmachtu w zajętej Warszawie. Aleje Ujazdowskie, 5 października 19395 października – Adolf Hitler odbiera defiladę Wehrmachtu na Alejach Ujazdowskich w Warszawie.
- 22 października – wybory do nowo powstałych Zgromadzenia Ludowego Zachodniej Białorusi i Zgromadzenia Narodowego Ukrainy Zachodniej na terenie okupacji sowieckiej[40].
- 26 października
  - na podstawie dekretu Adolfa Hitlera z 12 października powstaje Generalne Gubernatorstwo ze stolicą w Krakowie[41].
  - ZSRR przekazuje Litwie Wilno[42], później miasto przejdzie w ręce Związku Radzieckiego po włączeniu Litwy do ZSRR w 1940 roku.
- 26-28 października – w lwowskim gmachu Teatru Wielkiego obraduje Zgromadzenie Narodowe Ukrainy Zachodniej. Ich efektem będzie rezolucja w sprawie przyłączenia do Ukraińskiej SSR[43].
- 28-30 października – obrady Zgromadzenia Ludowego Zachodniej Białorusi. Zgromadzenie wystąpi z prośbą o przyłączenie Zachodniej Białorusi do Białoruskiej SSR[43].

#### listopad
- 1 listopada – Ukraina Zachodnia zostaje przyłączona do Ukraińskiej SSR[40].
- 2 listopada – Zachodnia Białoruś zostaje przyłączona do Białoruskiej SSR[40].

### 1940
- 30 kwietnia – pod Anielinem ginie mjr. Henryk Dobrzański ps. "Hubal", żołnierz kampanii wrześniowej, który nie zdecydował się złożyć broni po kapitulacji wojsk polskich[44].